# Robert Colescott
Robert H. Colescott (Oakland, 26 augustus 1925 –  Tucson, 4 juni 2009) was  een Amerikaans kunstschilder. 
Colescott studeerde bij Fernand Léger in Parijs.Hij was  de eerste  Afro-Amerikaanse kunstenaar die de Verenigde Staten  vertegenwoordigde op een solotentoonstelling op de Biënnale van Venetië (in 1997). Zijn werk maakt deel uit van verschillende belangrijke collecties, zoals  Museum of Modern Art in New York, het "Corcoran Gallery of Art", het San Francisco Museum of Modern Art, het Museum of Fine Arts (Boston), het Hirshhorn Museum and Sculpture Garden en  het "Baltimore Museum of Art". Kenmerkend waren zijn satirische stijl, dikwijls met overdadige, komische of bittere reflecties over zijn Afro-Amerikaanse afkomst.